# Băxani
Băxani è un comune della Moldavia situato nel distretto di Soroca di 915 abitanti al censimento del 2004